# Isodontia simoni
Isodontia simoni är en biart som först beskrevs av Du Buysson 1898.  Isodontia simoni ingår i släktet Isodontia och familjen grävsteklar. Inga underarter finns listade i Catalogue of Life.